# Jan Košťál (rektor)
Jan Košťál (27. prosince 1884, Lázně Bohdaneč – 13. srpna 1963, Praha) byl zakladatelem oboru spalovacích motorů v našich zemích a profesorem teorie a stavby spalovacích motorů na Českém vysokém učení technickém v Praze. V akademickém roce 1948–1949 byl jeho rektorem. Zároveň byl také posledním demokraticky zvoleným rektorem na "technice" před únorovým komunistickým pučem.

## Život

### Mládí
Narodil se jako druhý syn do rodiny Alexandra Košťála a Anny Košťálové v Lázních Bohdaneč u Pardubic. Jeho otec však brzy po jeho narození zemřel, proto jej vychovávala jeho matka společně se svou sestrou.
Díky své vysoké inteligenci šel do školy již v pěti letech spolu se svým o rok starším bratrem Alexandrem. Vystudoval klasické gymnázium v Chrudimi a strojní inženýrství na Vysoké škole strojního a elektrotechnického inženýrství v Praze (dnešní České vysoké učení technické v Praze). Toto studium ukončil druhou státní zkouškou, kterou složil s vyznamenáním v roce 1906. Následně pokračoval ve svých studiích na curyšské polytechnice (1906-1907).

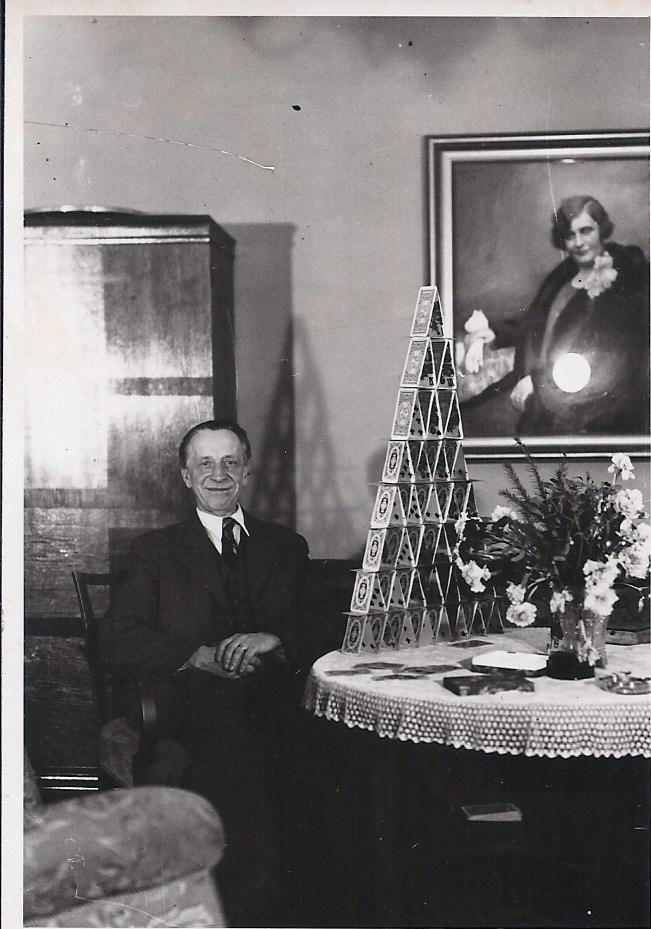
Jan Košťál ve svém domě na Babě. V pozadí obraz jeho ženy Anny Košťálové.

### Zaměstnání
Po návratu ze Švýcarska koncem roku 1907 začal pracovat v ČKD (zkratka z Českomoravská-Kolben-Daněk) jako konstruktér v oddělení všeobecného strojírenství. Ačkoliv původně konstruoval parní, obráběcí a tvářecí stroje, zejména buchary, podařilo se mu přesvědčit ředitelství a správní radu továrny o významu a budoucnosti spalovacích motorů. Se zápalem se ujal této nové práce a samostatně nakreslil dodnes dochovaný motor o výkonu asi 30 kW (40 k).
Po první světové válce byla reorganizována Vysoká škola strojního inženýrství v Praze (ČVUT) a bylo tudíž nutno prohloubit učební plány a zavést nové disciplíny. Je tedy přirozené že roku 1920 byl Ing. Košťál povolán na tuto školu s povinností přednášet o spalovacích motorech. Řádným profesorem byl jmenován v roce 1921. Profesor Košťál dbal vždy na to, aby jeho přednášky byly obrazem současného pokroku v oboru spalovacích motorů všeho druhu.
Rovněž se velmi zasloužil o vybudování učebního běhu pro letectví, jako postgraduální studia při Vysoké škole strojního a elektrotechnického inženýrství v Praze. Osobně přednášel o letadlových spalovacích motorech a v letech 1929-1947 byl předsedou kuratoria pro řízení tohoto postgraduálního studia.
Při reorganizaci našeho školství v roce 1950 dal podnět k založení široké specializace pístových strojů a byl jejím vedoucím až do odchodu do důchodu v roce 1959.
V letech 1929-1930 byl děkanem Vysoké školy strojního a elektrotechnického inženýrství ČVUT v Praze a ve studijním roce 1948-1949 byl rektorem Českého vysokého učení technického v Praze.
Navzdory svému ryze technickému zaměření se Ing. Košťál neobyčejně živě zajímal o výtvarné umění (zejména o malířství - on sám byl velice schopným portrétistou) a dobovou architekturou.

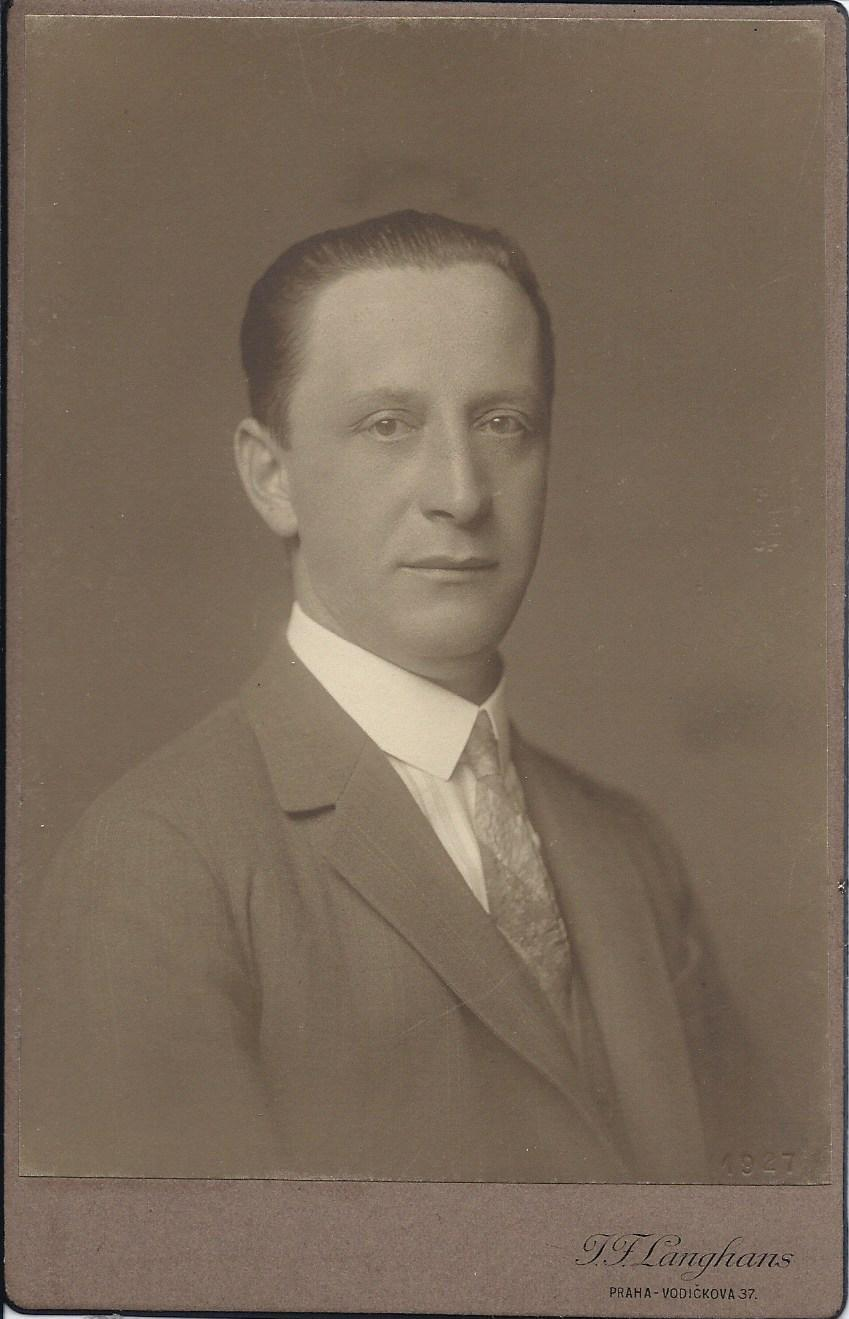
Prof. Ing. Jan Košťál (1927)

### Osobní život
Roku 1916 se Jan Košťál oženil s Annou Ponetzovou s níž měl dvě děti, Věra a Alexandra Košťálovi. Se svou rodinou žil krátce v Karlíně avšak na začátku třicátých let se společně s manželkou rozhodli postavit pro svoji čtyřčlennou rodinu nový dům. Pro manžele Košťálovy tak nastalo neobyčejně tvůrčí období, kdy si vytvořili konkrétní představu o charakteru svého budoucího domu a Ing. Košťál dokonce vše zpracoval vlastním konstrukčním plánem (zde mohl plně využít své malířské i technické zkušenosti). Tento plán byl nakonec uplatněn v nově vybudované Osadě Baba. Plány nakonec upravil a dokončil architekt František Kerhart.

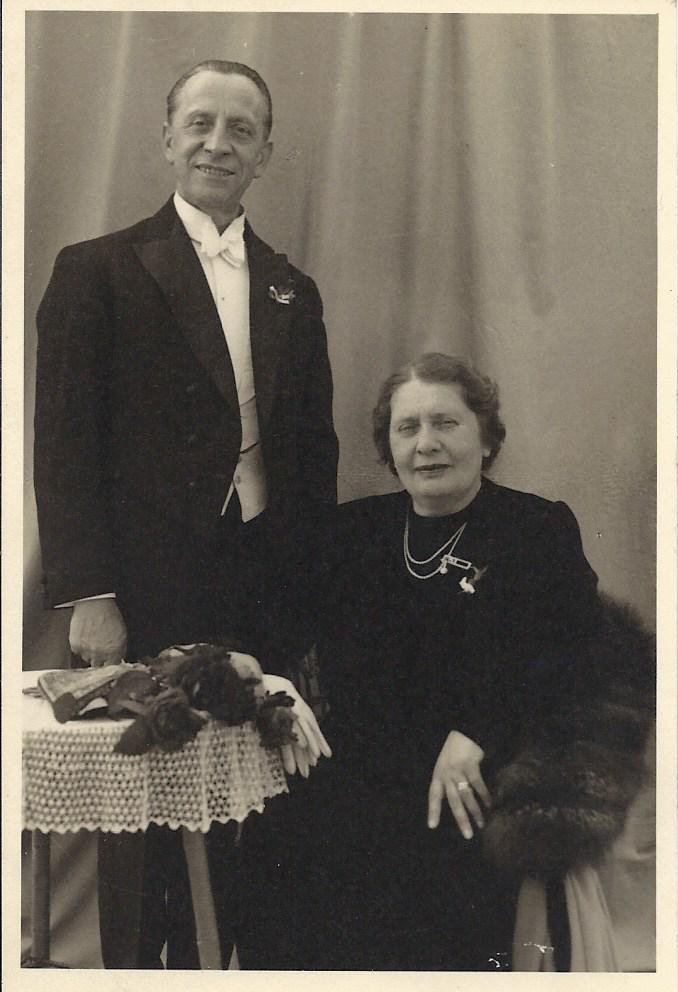
Jan Košťál s manželkou Annou Košťálovou

### Externí odkazy

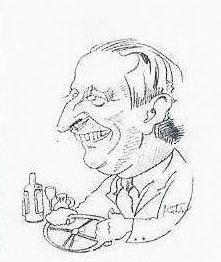
Autokarikatura Prof. Ing. Jana Košťála